# La Gran Aventura
La Gran Aventura (katalanska: 'Det stora äventyret') var en katalansk rockgrupp, bildad 1989. Man var därefter aktiv fram till 1996 och återigen i början av 2010-talet. Sångaren och gitarristen Xavi Vidal har även kommit ett med antal album som soloartist eller via bandnamn som XVB och StinusVidal.

## Historia

### 1989–1996
La Gran Aventura bildades i slutet av 1980-talet av sångaren och gitarristen Xavi Vidal, tillsammans med Marcel Vinaròs, Pere Pons, David Borrell och Marc Griera på övriga instrument. Gruppen startades under rock català-eran och koncentrerade sig på stort producerad musik inspirerad av anglosaxisk progressiv rock.
Gruppen vann 1990 musiktävlingen "Èxit" ('Succé') arrangerad av TV-kanalen TV3. Därefter omvandlade man sin första demoskiva till debutalbumet La gran aventura, utgiven samma år. Därefter fick man skivkontrakt med CBS, som 1992 gav ut bandets andra album Líders i adeptes ('Ledare och lärjungar'). Det året fungerade man som förband på den ledande katalanska rockgruppen Saus katalanska konsertturné. Även under 1993 och 1994 var man ute på kortare eller turnéer.
1995 släpptes gruppens tredje album, Triangular, på etiketten K Indústrial. Albumet röstades av branschtidningen Enderrocks läsare till ett av årets bästa skivor.
1996 deltog sångaren och gitarristen Xavi Vidal i den första internationella rockkonserten i Sarajevo efter Bosnienkrigets avslutande. Han gjorde det som soloartist, kompletterad av spanska rock'n'roll-gruppen Los Rebeldes samt ett lokalt band. I december samma år offentliggjorde La Gran Aventura gruppens upplösning, vilket meddelades i samband med publiceringen av en videosamling under titeln Fi de transmissió ('Slut på sändningen').

### Solokarriär, XVB
Därefter lanserade Vidal, tillsammans med gitarristen Berni Mora, en ny musikkarriär. Det inleddes med etablerandet av en egen skivstudio och produktionsbolag under namnet la Fundació. Där kom man under de kommande åren att arbeta med artister och grupper som Sergio Dalma, Albert Pla, Bluestereo och Supersonics.
Dessutom etablerade Vidal och Mora en ny musikensemble, omväxlande betitlad Xavi Vidal & Berni Mora och XVB. Dess första skiva, den experimentella produktionen V1tal-Pop, kom 1999. Två år senare kom Intro, denna gång lanserad som ett soloalbum av Vidal. 2004 släppte det etablerade skivbolaget Picap XVB-albumet Després, aurora.
Med XVB:s tredje album, Maquinaria sensible (2005), övergick man från sång på katalanska till Spaniens huvudspråk spanska. Detta fortsatte 2008 på albumet Elemental. På 2010 års utgåva Heretges hade man dock återgått till katalanska. 2014 års Autoretrats är gruppens så här långt senaste albumproduktion, även om man fortsätter att aktivera sig med spelningar på oregelbunden basis. Därefter har Vidal, på sina två senaste albumutgåvor, valt nya gruppnamn; 2015 kom albumet Σimetria (presenterat av Xavi Vidal Monstres & Co) och 2018 Canvis (via StinusVidal, en duo bildad ihop med Jaime Stinus).
2024 släppte Vidal soloalbumet Vida salvatge.

### Nystart
2010 återföddes rockgruppen La Gran Aventura. Den enda återstående medlemmen från 1990-talsgruppen var Xavi Vidal, och vid sin sida hade han gitarristen Jean-P. Dupeyron, basisten Nat Compte och trummisen Marc Martín. Albumet Aquí control fortsatte i tidigare känd stil, med musik även inspirerad av anglosaxiska artister och grupper som U2, Simple Minds och David Bowie. Nystarten hade då föregåtts av att Picap två år tidigare hade återutgivit gruppens debutalbum.
Därefter har La Gran Aventura dock till stor del varit inaktiva. 2014 återutgav skivbolaget Música Global dock Aquí control.

## Diskografi
- La gran aventura (1990, VO Records; 2008, Picap)
- Líders i adeptes (1992, CBS)
- Triangular (1995, K Indústria)
- Aquí control (2010, Picap; 2014, Música Global)

### Video
- Fi de transmissió (1996)